# Acústico MTV Cássia Eller
Acústico MTV Cássia Eller, disco en vivo de la cantante brasileña Cássia Eller, editado en formato CD y DVD y dirigido por Luiz Brasil y Nando Reis. Fue grabado en marzo de 2001 en San Pablo y lanzado ese mismo año. Fue un proyecto en el que actuaron varios artistas invitados como Nación Zumbi y el Rapero Xis. El álbum fue un superventas y ganó el Premio Grammy Latino como mejor álbum de rock brasileño.

## Listado de temas
1. - Non, Je Ne Regrette Rien
2. - Malandragem
3. - E.C.T.
4. - Vá Morar Com O Diabo
5. - Partido Alto
6. - 1º De Julho
7. - Luz Dos Olhos
8. - Todo Amor Que Houver Nessa Vida
9. - Queremos Saber
10. - Por Enquanto
11. - Relicário
12. - O Segundo Sol
13. - Nós
14. - Sgt. Pepper's Lonely Hearts Club Band (The Beatles)
15. - De Esquina
16. - Quando A Maré Encher
17. - Top Top